# گمینا وارلوبیه
گمینا وارلوبیه (به لهستانی:  Gmina Warlubie) یک گمینا در لهستان است که در شهرستان شفیچه واقع شده‌است. گمینا وارلوبیه ۲۰۰٫۹۷ کیلومتر مربع مساحت و ۶٬۴۷۳ نفر جمعیت دارد.